# Вакцинація проти COVID-19 у Колумбії
Вакцинація проти COVID-19 у Колумбії — це кампанія масової імунізації населення Колумбії проти COVID-19 під час пандемії коронавірусної хвороби. Підготовка та готовність Колумбії до програми вакцинації дозволили їй приєднатися до першої групи країн, які отримали вакцини через COVAX. Перша доза вакцини в Колумбії була введена медсестрі 17 лютого 2021 року.
Понад 70 % населення країни були повністю вакциновані. Станом на 16 серпня 2022 року 36027994 особи отримали першу дозу дводозової вакцини, 29883374 з них також отримали другу дозу, а 6624372 особи були щеплені однодозовою вакциною, загалом 36507746 повністю вакцинованих осіб. Крім того, 13731703 особи отримали першу бустерну дозу та 1470593 особи отримали другу бустерну дозу, загалом по країні введено 87738036 доз вакцини.

## Передумови

### Договори купівлі вакцин
28 липня 2020 року міністр охорони здоров'я Фернандо Руїс заявив в інтерв'ю «W Radio», що Колумбія підписала угоди з 2 фармацевтичними компаніями, Pfizer і AstraZeneca, щодо придбання вакцини проти COVID-19, і що країна веде переговори з щонайменше трьома іншими компаніями.

### Клінічні дослідження
24 серпня міністр охорони здоров'я країни підтвердив участь колумбійських волонтерів у III фазі досліджень вакцини Ad26.COV2.S, розробленої компанією" Janssen Pharmaceutica". Клінічні дослідження мали відбутися протягом кількох тижнів після того, як буде доступний звіт про попередні етапи досліджень вакцини. Міністр додав, що вже підписано спеціальну угоду про умови постачання вакцини. 7 жовтня розпочалася III фаза клінічних досліджень вакцини, розробленої «Janssen Pharmaceutica», із введенням першої дози добровольцям у мітці Флоридабланка. Дослідження цієї вакцини проводилися в 10 медичних центрах по всій країні. 12 жовтня компанія Johnson & Johnson оголосила, що ненадовго призупинить дослідження після того, як один доброволець захворів на «незрозумілу хворобу».

## Графік вакцинації
Після того, як уряду Колумбії пообіцяли 40 мільйонів доз вакцини від Pfizer і AstraZeneca, 18 грудня 2020 року уряд оголосив графік програми вакцинації. Масова вакцинація почалася в лютому 2021 року і була поділена на п'ять етапів з метою досягнення колективного імунітету. На першому етапі метою було зниження смертності та тяжких випадків захворювання на COVID-19, а також захист медичних працівників. Другий етап був спрямований на зниження рівня зараження. Коли був оголошений план вакцинації, уряд очікував вакцинувати приблизно 70 % населення Колумбії, або 35,7 мільйона осіб. Спочатку особи, які вже перехворіли COVID-19, не повинні були вакцинуватися, вакцинуватися не повинні були також діти до 16 років, оскільки вакцини не досліджувались на цій віковій групі.
| Фази та етапи колумбійського плану вакцинації | Фази та етапи колумбійського плану вакцинації | Фази та етапи колумбійського плану вакцинації | Фази та етапи колумбійського плану вакцинації | Фази та етапи колумбійського плану вакцинації |
| --------------------------------------------- | --------------------------------------------- | --------------------------------------------- | --- | --------------------------------------------- |
| Фаза                                          | Етап                                          | Початок                                       | Залучення груп населення | Охоплене населення                            |
| 1                                             | 1                                             | 17 лютого 2021                                | Усі медичні та допоміжні працівники, безпосередньо залучені до боротьби з епідемією, а також особи старші 80 років.                                 | 1,453,432                                     |
| 1                                             | 2                                             | 15 березня 2021                               | Усі інші медичні та допоміжні працівники, особи віком 60–79 років та працівники контролюючих органів.                                               | 6,620,274                                     |
| 1                                             | 3                                             | 21 травня 2021                                | Особи 50–59 років, особи 16–49 років із хронічними захворюваннями та всі вчителі початкової та старшої школи.                                       | 9,325,861                                     |
| 2                                             | 4                                             | 15 червня 2021                                | Працівники закладів догляду та опікуни літніх осіб, працівники ризикованих професій та ситуацій, особи віком 40–49 років без супутніх захворювань.. | 8,436,318                                     |
| 2                                             | 5                                             | 14 липня 2021                                 | Особи 16–39 років без хронічних захворювань. | 15,750,703                                    |

29 січня 2021 року президент Іван Дуке Маркес підписав указ про національний план вакцинації, який був оголошений у грудні як напрям дій країни щодо масової вакцинації, і оголосив, що вакцинація в Колумбії розпочнеться 20 лютого 2021 року.
В інтерв'ю, опублікованому 11 квітня 2021 року, міністр охорони здоров'я країни сказав, що досягається прогрес у вакцинації людей віком за 70 років. На той час метою було вакцинувати дорослих із хронічними захворюваннями до середини року, та розпочати ІІ фазу у другій половині 2021 року. Вакцинація осіб старших 65 років розпочалася 13 квітня, а осіб після 60 років — 30 квітня.
Спочатку на третьому етапі аланувалось включати осіб віком 16–59 років із хронічних захворюваннями, тоді як ті, хто в цій віковій групі не мав супутніх захворювань, мали чекати до п'ятого етапу. 3 травня 2021 року було повідомлено, що всі особи у віці 50 років, із чи без них хронічних захворювання, допускаються до третьої стадії щеплень. 8 травня 2021 року уряд Колумбії видав указ 466 з новими поправками до плану вакцинації в країні. Працівники медичних компаній і ті, хто працював у органах контролю та різних організаціях, які допомагають, супроводжують і перевіряють процесом боротьби з епідемією, були пріоритетними на другому етапі, тоді як особи з додатковими супутніми захворюваннями, такими як СНІД, рак, туберкульоз, ожиріння та інші були включені в третій етап разом із населенням у віці 50–59 років. Крім того, четвертий етап було оновлено, щоб включити осіб віком 40–49 років, допоміжний персонал, ув'язнених і тих, хто постійно контактує з ними, а також безпритульних, тоді як на п'ятому етапі вакцинуватимуть лише населення віком 16–39 років без супутніх захворювань.

### Іноземні резиденти
У грудні 2020 року президент Колумбії заявив, що венесуельські іммігранти без документів не матимуть права на вакцинацію в Колумбії, оскільки він очікує, що венесуельці «перейдуть кордон», якщо їм нададуть таку можливість. У відповідному указі президента від січня 2021 року зазначено, що іноземці, акредитовані в дипломатичних або консульських установах у Колумбії, матимуть право на вакцинацію в країні. Очікувалося, що інші іноземці також з часом матимуть право а вакцинацію. У середині квітня 2021 року веб-сайт посольства США в Колумбії було оновлено, щоб відобразити, що громадяни США мають право отримати вакцинацію в Колумбії.

### Початок щеплень
15 лютого 2021 року міністр охорони здоров'я країни підтвердив, що медсестра з відділення інтенсивної терапії з університетської лікарні Сінслехо та ще одна медсестра з Національного інституту раку в Боготі будуть першими двома особами, які будуть вакциновані в країні 17 лютого. Як і планувалося, медсестра з відділення інтенсивної терапії Вероніка Мачадо була першою вакцинованою вранці 17 лютого, що широко висвітлювалося в засобах масової інформації.

## Використання вакцин
Станом на 20 березня 2021 року Колумбія отримала 2472964 дози Коронавак, 400242 дози вакцини Pfizer-BioNTech за двосторонніми угодами, а також 117 тисяч додаткових доз вакцини Pfizer і 244800 доз вакцини AstraZeneca через програму COVAX.

### Двосторонні угоди
| Вакцина            | Прогрес                       | Замовлені дози | Дозвіл на екстрене використання | Початок вакцинації |
| ------------------ | ----------------------------- | -------------- | ------------------------------- | ------------------ |
| Pfizer–BioNTech    | III фаза клінічних досліджень | 15 мільйонів   | 5 січня 2021                    | 15 лютого 2021     |
| Коронавак          | III фаза клінічних досліджень | 11,5 мільйонів | 3 лютого 2021                   | 20 лютого 2021     |
| Oxford–AstraZeneca | III клінічних досліджень      | 10 мільйонів   | 23 лютого 2021                  | 20 березня 2021    |
| Janssen            | III фаза клінічних досліджень | 11,5 мільйонів | 25 березня 2021                 | 24 червня 2021     |
| Moderna            | III фаза клінічних досліджень | 10 мільйонів   | 25 червня 2021                  | 25 червня 2021     |

### Багатосторонні механізми
| Механізм | Замовлені дози | Приєднання      | Засосування    |
| -------- | -------------- | --------------- | -------------- |
| COVAX    | 20 мільйонів   | 22 вересня 2020 | 1 березня 2021 |

## Вакцини на стадії досліджень
| Вакцина | Тип (технологія) | I фаза   | II фаза  | III фаза |
| ------- | ---------------- | -------- | -------- | -------- |
| Clover  | Субодинична      | виконано | виконано | виконано |
| CureVac | РНК-вакцина      | виконано | виконано | триває   |

## Проведення вакцинації
29 січня президент Іван Дуке Маркес підтвердив закупівлю 10 мільйонів доз вакцини в компанії Moderna та 2,5 мільйона доз у Sinovac Biotech. Разом із 10 мільйонами доз вакцини Pfizer–BioNTech, 10 мільйонами доз вакцини Oxford–AstraZeneca, 9 мільйонами доз вакцини Janssen і 20 мільйонами доз від COVAX, уряд очікував, що зможе охопити 34 мільйони колумбійців, які мають право на вакцинацію.
15 лютого перша партія вакцини Pfizer-BioNTech з 50 тисяч доз прибула до міжнародного аеропорту Ель-Дорадо в Боготі, де її зустріли президент країни, віце-президент Марта Лусія Рамірес і міністр охорони здоров'я Фернандо Руїс. Президент сказав, що ця перша партія вакцин буде призначена для медичного та допоміжного персоналу, а також підтвердив, що уряд Колумбії очікує надходження 1,6 мільйона додаткових доз протягом наступних 30 днів.
19 лютого міністерство охорони здоров'я підтвердило, що щонайменше 45 тисяч доз із першої партії з 192 тисяч доз вакцини «Коронавак», які повинні були прибути в країну наступного дня, будуть відправлені до муніципалітетів Летісія, Пуерто-Наріньо, Міту та Ініріда в департаментах Амазонас, Вопес і Гуаїнія, щоб імунізувати все населення вних старше 18 років. Ці три департаменти межують з Бразилією, і уряд Колумбії мав намір епідеміологічно «заблокувати» бразильський варіант і запобігти його поширенню в інших регіонах країни. Цей виключний захід не поширювався на вагітних жінок і осіб, у яких позитивний результат тесту на COVID-19 підтверджено не пізніше ніж 90 днів тому. (Згідно з дослідженням, опублікованим 8 березня в New England Journal of Medicine, вакцина Pfizer також була ефективною проти Гамма-варіанту коронавірусу).
За перші 2 тижні програми вакцинації введено 191480 перших доз вакцини. Експерт з охорони здоров'я Луїс Хорхе Ернандес сказав, що вакцинація відбувалася в умовах дефіциту, враховуючи, що до Колумбії надійшло лише 509724 дози (включно з тими, які вже введені), тоді як міністерство охорони здоров'я очікувало мати до того моменту 850 тисяч доз. Протягом наступного місяця надійшло ще 3 мільйони доз. Колишній міністр охорони здоров'я Габріель Ріверос визнав, що програма вакцинації залишається обмеженою через цю відносно низьку кількість вакцини.
У перші дні квітня 2021 року стало відомо, що тисячі людей старше 70 років у кількох регіонах і містах країни, зокрема Картахена, Барранкабермеха та Калі, відмовилися від вакцинації, дізнавшись, що призначено їм введення вакцини Oxford–AstraZeneca, оскільки їхні родичі, опікуни чи навіть вони самі висловили занепокоєння щодо безпеки вакцини після випадків утворення тромбів після вакцинації, а також про призупинення її введення в деяких країнах Європи. Повідомлялося, що в Картахені було введено менше 1000 доз із першої партії в 7100 доз, тоді як у Барранкабемесі було введено лише 400 із 920 доз, а в Калі кількість відмов від цієї конкретної вакцини також була вищою, ніж двох інших виробників, що завезені в країну (Pfizer–BioNTech і «Коронавак»). Незважаючи на це, міністр охорони здоров'я Фернандо Руїс заохочував введення вакцини Oxford–AstraZeneca, заявивши, що тромбоемболічні випадки траплялися лише в однієї людини на мільйон вакцинованих осіб, що є вищим показником, ніж у людей, які вживають контрацептиви (1 на 10 тисяч осіб), оскільки а також посилання на рекомендації Всесвітньої організації охорони здоров'я і Європейського агентства з лікарських засобів щодо продовження введення вакцини, підтверджуючи, що переваги вакцини все ще переважають потенційні ризики її введення.
15 червня 2021 року міністерство охорони здоров'я оголосило про подовження інтервалу між дозами вакцини Pfizer–BioNTech з 21 до 84 днів (12 тижнів), починаючи з 4 етапу, підтвердивши своє рішення науковими доказами, які свідчать про більшу ефективність вакцини після того, як було подовжено інтервал між дозами, а також наводячи приклади програм вакцинації у Великій Британії, Канаді, Данії, Норвегії та Франції, де було прийнято таке ж рішення. У відповідь на це рішення компанія Pfizer випустила реліз, в якому зазначено, що безпека та ефективність вакцини перевірялися з 21-денним інтервалом, і що інші періоди часу між дозами не тестувалися, оскільки добровольці, які брали участь у їхніх тестах, не отримують другу дозу після зазначеного інтервалу, що викликало негативну реакцію користувачів Інтернету і наукових організацій, які були стурбовані можливим впливом на ефективність вакцини. Однак виробник також заявив, що рекомендації щодо інтервалів між дозами залежать від органів охорони здоров'я кожної країни та можуть ґрунтуватися на місцевих принципах охорони здоров'я.
24 серпня 2021 року Національний інститут нагляду за харчовими продуктами та ліками порадив колумбійському уряду не продовжувати інтервал вакцинації Pfizer до 84 днів, аргументуючи це відсутністю достатніх наукових доказів, що підтверджують таке продовження, і рекомендував продовжувати дотримуватися 21-денного інтервалу, запропонований виробником. Однак інститут також заявив, що уряду не завадило продовжити інтервал між вакцинаціями, якщо було достатньо наукових досліджень, що підтверджують такий захід, і якщо подальший розвиток пандемії та кампанії вакцинації це б виправдовували. Водночас міністерство охорони здоров'я також звернулося з проханням збільшити інтервал між вакцинацією Moderna (виробленої за тією ж технологією, що й Pfizer) до 84 днів. 3 вересня 2021 року інтервал вакцинації Moderna для осіб віком до 50 років без супутніх захворювань також було подовжено до 84 днів, посилаючись на наявні наукові дані, досвід інших країн із цією вакциною, а також власний досвід Колумбії з вакцинами інших виробників.
6 вересня 2021 року міністерство охорони здоров'я оприлюднило нові рекомендації щодо проведення вакцинації з метою досягнення 35 мільйонів осіб, імунізованих до 31 грудня 2021 року:
- Населення старше 18 років отримає будь-яку з вакцин Oxford–AstraZeneca, «Коронавак» або Janssen.
- Населення віком 12–17 років буде вакциновано вакциною Pfizer, і через обмежену доступність цієї вакцини вакцину Moderna також можна буде використовувати для цієї вікової групи до схвалення регуляторним агентством.
- Групи населення, які розселені на території з незначною густотою населення, особливо ті, що проживають у віддалених районах департаментів Вічада, Чоко та Ла-Гуахіра, будуть охоплені однодозовою вакциною Janssen.
- Рекомендацію щодо введення другої дози вакцин Pfizer, Moderna та AstraZeneca через 84 дні залишили в силі, за винятком тих осіб, яким може знадобитися отримати другу дозу через коротший проміжок часу через поїздку або навчання, у такому випадку вони можуть отримати другу дозу в будь-який момент між 24-м і 84-м днями після першої дози.

### Бустерні дози
16 вересня 2021 року, проводячи оновлення національного плану вакцинації, міністерство охорони здоров'я затвердило бустерні дози для осіб віком від 70 років. Перші бустерні дози ввели 1 жовтня. 19 листопада 2021 року мінімальний вік для бустерних доз було знижено до 50 років. 21 грудня 2021 року мінімальний вік було знижено до 18 років.
Спочатку бустерні дозибули доступні лише за попереднім записом і могли бути призначені через постачальників медичних послуг. Коли мінімальний вік для додаткових доз знизили до 18 років, бустери вводили навіть без направлень і без попереднього запису.
Вакцинація бустерними дозами розпочалося з осіб старших 70 років, оскільки ця вікова група має нижчий імунітет і вищі показники смертності, і для них третя доза може бути особливо захисною. Міністерство порадило, щоб пацієнти отримували бустерну дозу від того ж виробника, який був у їх попередніх вакцинаціях, або мРНК-вакцину, зокрема Pfizer або Moderna, і щоб її вводили щонайменше через 6 місяців після другої дози.
6 травня 2022 року уряд дозволив четверту дозу вакцини для всіх осіб старших 50 років.

### Підтримка
Компанія Uber оголосила, що, починаючи з 12 квітня 2021 року, вона пропонуватиме до 25 тисяч безкоштовних поїздок, вартістю не більше 10 тисяч колумбійських песо за одну поїздку, якщо вони будуть замовлені до або з центру вакцинації. Кожна особа могла замовити до 2 поїздок через додаток.

## Опитування громадської думки
Перед початком вакцинації опитування, проведене з 9 листопада по 10 грудня 2020 року Національним адміністративним департаментом статистики, показало, що лише половина колумбійців хотіла отримати щеплення від коронавірусу. У Кібдо 72 % опитаних сказали, що хочуть отримати вакцинацію, але в Калі лише 43 % бажали вакцинації. Серед тих, хто сказав, що не хоче вакцинації, більшість сказали, що бояться побічних ефектів.
У Боготі опитування, проведене 9–25 лютого 2021 року, показало, що 58 % опитаних хотіли вакцинуватися, 19 % не хотіли, а 23 % все ще були не впевнені.
Опитування, проведені в період з січня по березень 2021 року в 23 містах, які проаналізував департамент статистики, показали, що 76 % чоловіків і 70 % жінок хочуть отримати щеплення.

## Прогрес
6 травня 2022 року президент Іван Дуке Маркес відсвяткував досягнення початкової мети вакцинації 70 % населення Колумбії, або 35,7 мільйона осіб.
Наведену нижче інформацію отримано з офіційної щоденної статистики, опублікованої міністерством охорони здоров'я Колумбії.

### Вакцинація за департаментами
Станом на 16 серпня 2022
| Департамент               | Населення (оцінка 2021) | Призначені дози | Введені дози |
| ------------------------- | ----------------------- | --------------- | ------------ |
| Амасонас                  | 80,464                  | 145,842         | 143,782      |
| Антіокія                  | 6,782,584               | 11,746,999      | 12,650,795   |
| Араука                    | 301,270                 | 405,457         | 418,967      |
| Атлантико                 | 2,771,139               | 4,971,426       | 5,124,420    |
| Богота                    | 7,834,167               | 14,817,222      | 16,259,697   |
| Болівар                   | 2,213,061               | 3,494,209       | 3,805,572    |
| Бояка                     | 1,251,675               | 2,230,333       | 2,442,297    |
| Кальдас                   | 1,027,314               | 1,906,509       | 1,888,850    |
| Какета                    | 414,841                 | 505,526         | 507,863      |
| Касанаре                  | 439,238                 | 684,606         | 737,118      |
| Каука                     | 1,504,044               | 1,633,193       | 1,550,774    |
| Сесар                     | 1,322,466               | 1,893,903       | 1,925,128    |
| Чоко                      | 549,225                 | 510,852         | 462,409      |
| Кордова                   | 1,844,076               | 2,679,284       | 2,713,976    |
| Кундинамарка              | 3,372,221               | 4,888,257       | 5,388,340    |
| Ґуайнія                   | 51,450                  | 60,040          | 55,103       |
| Ґуав'яре                  | 88,490                  | 109,840         | 120,047      |
| Уїла                      | 1,131,934               | 1,717,370       | 1,819,813    |
| Гуахіра                   | 987,781                 | 1,209,920       | 1,349,680    |
| Маґдалена                 | 1,449,087               | 2,188,577       | 2,261,952    |
| Мета                      | 1,072,412               | 1,562,968       | 1,625,608    |
| Нариньйо                  | 1,627,386               | 2,274,383       | 2,463,565    |
| Норте-де-Сантандер        | 1,642,746               | 2,531,301       | 2,648,060    |
| Путумайо                  | 364,085                 | 366,055         | 357,134      |
| Кіндіо                    | 562,177                 | 1,157,949       | 1,113,309    |
| Рисаральда                | 968,626                 | 1,752,333       | 1,830,701    |
| Сан-Андрес та Провіденсія | 64,672                  | 137,703         | 132,732      |
| Сантандер                 | 2,306,455               | 3,836,943       | 3,956,857    |
| Сукре                     | 962,457                 | 1,444,326       | 1,552,247    |
| Толіма                    | 1,343,898               | 2,447,524       | 2,528,355    |
| Вальє-дель-Каука          | 4,556,752               | 7,329,521       | 7,757,296    |
| Ваупес                    | 46,808                  | 46,439          | 43,152       |
| Вічада                    | 114,557                 | 105,064         | 87,187       |
| Колумбія                  | 51,049,498              | 82,791,874      | 87,738,036   |